# Lijst van afleveringen van Happy Town
Dit is een lijst met afleveringen van de Amerikaanse televisieserie Happy Town. De serie telt één seizoen, dat oorspronkelijk werd uitgezonden van 28 april tot en met 1 juli 2010. Een overzicht van alle afleveringen is hieronder te vinden.

## Seizoen 1: 2010
| Aflevering | Serie | Titel aflevering                       | Uitzenddatum VS | Uitzenddatum NL |
| ---------- | ----- | -------------------------------------- | --------------- | --------------- |
| 1          | 001   | In This Home on Ice                    | 28 april 2010   |                 |
| 2          | 002   | I Come to Haplin for the Waters        | 5 mei 2010      |                 |
| 3          | 003   | Polly Wants a Crack at Her             | 12 mei 2010     |                 |
| 4          | 004   | Slight of Hand                         | 2 juni 2010     |                 |
| 5          | 005   | This is Why We Stay                    | 9 juni 2010     |                 |
| 6          | 006   | Questions and Antlers                  | 16 juni 2010    |                 |
| 7          | 007   | Dallas Alice Doesn't Live Here Anymore | 1 juli 2010     |                 |
| 8          | 008   | Blame it on Rio Bravo                  | 1 juli 2010     |                 |